# Castell de Coaner
Castell de Coaner és un castell del municipi de Sant Mateu de Bages (Bages) declarat bé cultural d'interès nacional. Està situat en un tossal a la vall formada per la riera de Coaner, a la banda nord de la serra de Castelltallat. Actualment només resta dempeus la torre de defensa i no queda cap altre edifici que es pugui vincular a la vella fortalesa medieval si bé les darreres prospeccions arqueològiques han descobert les restes de les antigues dependències del castell feudal, ampliat i modificat al llarg dels segles XI, XII, XIII i XIV. Al costat s'hi aixeca l'església de Sant Julià de Coaner.

## Descripció

### Castell
De l'antic castell de Coaner només resta la torre de panta circular situada sobre un tossal i al costat d'una masia, prop de l'església romànica de Sant Julià. La torre de Coaner és una construcció creada com a torre de defensa col·lectiva. La construcció té una alçada de 16,4 m i un diàmetre exterior de 7,3 m. Exteriorment es troba ben conservada i posa de manifest una certa adustesa en no tenir gairebé obertures però que manté encara l'emmerletat com a element defensiu, sense cap espitllera que perfori els murs. A l'altura del primer pis hi ha la porta de reduïdes dimensions al costat de llevant. Fou construïda amb carreus petits i calç per a donar-li permanència, en filades desiguals. S'aprecia una clara línia de separació entre la part més alta i la part baixa, que podria correspondre a la separació entre dos pisos. A la part superior s'ha utilitzat un material més petit per a alleugerir pes. La porta, de reduïdes dimensions, és rematada amb un arc apuntat, mentre que a l'interior aquesta mateixa obertura és acabada amb un arc escanyat.
L'espai interior és ocupat pels baixos, dos pisos i un terrat superior. La separació dels nivells superiors, atès que no hi ha cap desgruix a les parets, és donada per dues arcades situades al centre de la torre que s'arquegen d'una banda a l'altra dels paraments interns. Aquestes arcades, suportaven els sostres dels pisos que delimiten, conjuntament amb uns forats situats arran d'elles i distribuïts a l'entorn de tot el cercle, marcat per les parets, dins els quals es devien encabir les bigues mestres dels empostissats. La primera arcada, es desplega per mitjà d'un arc carpanell adovellat, i la segona s'obre mitjançant un arc apuntat també adovellat.
La torre ha estat aparellada amb blocs de pedra de mides mitjanes desbastats toscament. La seva disposició, tot i que tendeixen a formar filades, és força irregular i desordenada. El morter que rebleix les filades externes i les internes, així com el que trava i enforteix el munt de pedres que conformen l'estructura interna dels paraments, ha estat fet amb sorra i calç, de textura no homogènia Segons els llocs on és col·locat, varia de color i consistència a causa de la major o menor quantitat de calç que hom posà a la pasta.
Amb les característiques generals de la construcció i la forma amb què ha estat aparellada, sembla que aquesta torre respon a una obra romànica, obrada al principi del segle xi. Les arcades corresponen a una remodelació posterior (segles xiii o XIV). L'any 1999, el Servei de Patrimoni Arquitectònic Local de la Diputació de Barcelona, va fer una important intervenció, sanejant el talús que conformava la base del turó, i es van construir 12 murs de contenció adaptats a les deformacions del turó, i aproximadament concèntrics a la torre.

### Grafits de Coaner
A l'interior es conserven uns grafits datats al segle xiii o XIV. A les parets del pis de la torre que correspon al nivell de la porta, sobre l'arrebossat de morter de calç, hi ha una sèrie de grafits que representen diversos vaixells i un edifici, segurament fortificat. Sobre un carreu de l'arcada hi ha gravada una escena amb animals feta per un autor diferent a l'autor dels grafits. Els vaixells són de vela llatina, triangular i tenen rems; en alguns es veu també el timó. Pels rems es creu que poden ser galeres i que les escenes dibuixen una batalla naval on l'autor, potser empresonat a la torre, hi participà. Són dibuixos senzills però precisos. Per exemple, en un d'ells s'hi podem comptar exactament 30 rems. La datació s'estableix a la mateixa època en què es bastiren les arcades interiors.

### Sant Julià de Coaner
L'església de Sant Julià de Coaner es trobava dins el recinte del castell de Coaner. Molt aviat degué adquirir la condició de parròquia fins que la perdé en temps moderns. Apareix citada per primer cop l'any 1024 en què fou consagrada pel bisbe d'Urgell Ermengol que la dedicà a la Mare de Déu. L'existència de Santa Maria de Coaner i de Sant Julià de Coaner ha creat dubtes sobre l'advocació principal de l'església del castell. Se suposa que Sant Julià degué desplaçar Santa Maria que fou parròquia del terme fins que, degut al despoblament, ha estat agregada a la parròquia de la Colònia Vall.

## Història

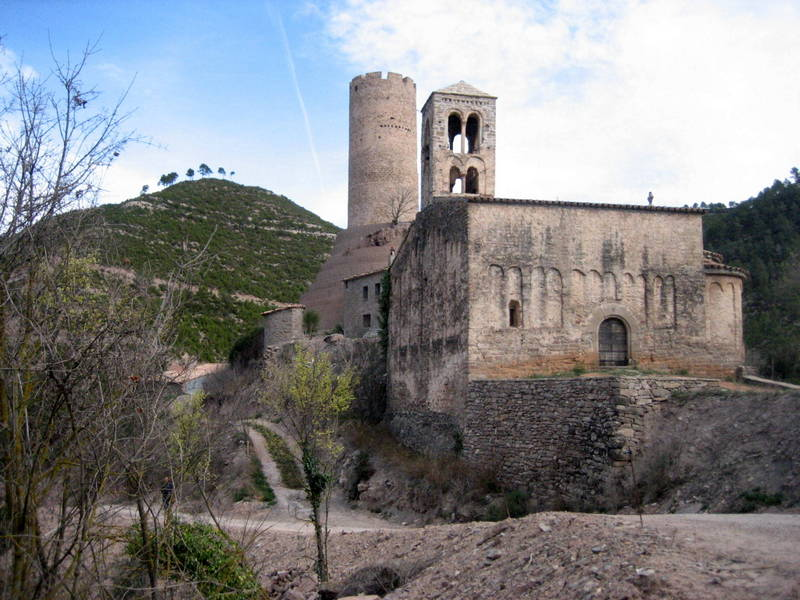
Coaner. Torre del castell i església de Sant Julià (abril 2008)

És un castell termenat documentat el 1024. La torre se sap que fou creada durant un setge dut a terme pels musulmans. Donat que l'església de Sant Julià data del segle xi, podem considerar que el castell de Codener, al qual correspon la torre que descrivim, li és gairebé contemporani, car trobem documentat el castell de "Codener" en una data compresa entre els anys 1068 i 1095; així, almenys a partir de l'onzena centúria, podem assenyalar l'existència del castell.
Després de l'estroncament de la dinastia dels comtes de Cerdanya l'any 1117 per manca d'hereus, passà als comtes de Barcelona, mentre que el feudatari comtal era el senyor de Castelladral, Ramon Bernat de Castelladral, fill de Bernat i d'Ermessenda que entre el l068 i el 1135 jurà fidelitat a quatre comtes per aquest castell. Primerament al comte Guillem Ramon de Cerdanya (1068 a 1095). En segon lloc a Bernat Guillem de Cerdanya (1109 a 1117). "Codener" figura entre altres "castellum" jurats per Ramon Bernat de Castelladral als comtes de Cerdanya, durant la segona meitat del segle xi. Després, continuà jurant fidelitat als nous comtes, els de Barcelona, Ramon Berenguer III (1117 i 1131) i Ramon Berenguer IV (1135). Des dels Castelladral, la castellania canvià diverses vegades de senyors. Uns d'aquests foren la familia cognominada Coaner, segurament castlans, que donaren el nom definitiu al lloc.
El 1319 apareix com a castlà Arnau de Vernet. En el fogatjament de 1365-1370 comptava amb 20 «fochs reyals», 2 «aloers esparces» i 3 «fochs desgleya»; en el de 1381, 8 focs reials i 2 d'església. El segle xiv el castell entrà en el joc de vendes i recompres reials, tan habitual en aquest període. El 1381 el rei Pere III vengué a Francesc de Perellós el castell de Coaner, amb d'altres de la vegueria del Bages. Més tard els habitants de Santpedor, la vila dels quals havia estat venuda conjuntament amb Coaner, compraren (any 1400) el conjunt de castells i viles que el rei havia venut i li retornaren la vila de Santpedor. I el 1424, els santpedorencs vengueren al comte de Cardona la jurisdicció dels castells de Coaner i de Torroella, mentre que l'any anterior el rei Alfons IV havia empenyorat al mateix comte les esmentades jurisdiccions. Per tant, la casa comtal cardonina esdevingué senyora del castell de Coaner i l'incorporà al comtat, i així romangué vinculat al patrimoni cardoní fins a la desaparició dels senyorius jurisdiccionals al segle xix.
L'any 2001 es portà a terme una intervenció arqueològica a la torre en el marc del projecte de restauració i consolidació d'aquesta, permetent establir diferents fases constructives del conjunt. La torre fou aixecada al segle x, i el recinte fortificat s'expandí durant el segle següent. Posteriorment, als segles XII-XIII es van fer noves modificacions i ampliacions. Cap al 1300 i fins al segle xv es remodelà la torre i el castell. Encara es faria alguna modificació més durant l'època moderna i finalment, al segle xvii, el castell s'abandonà com a lloc residencial.

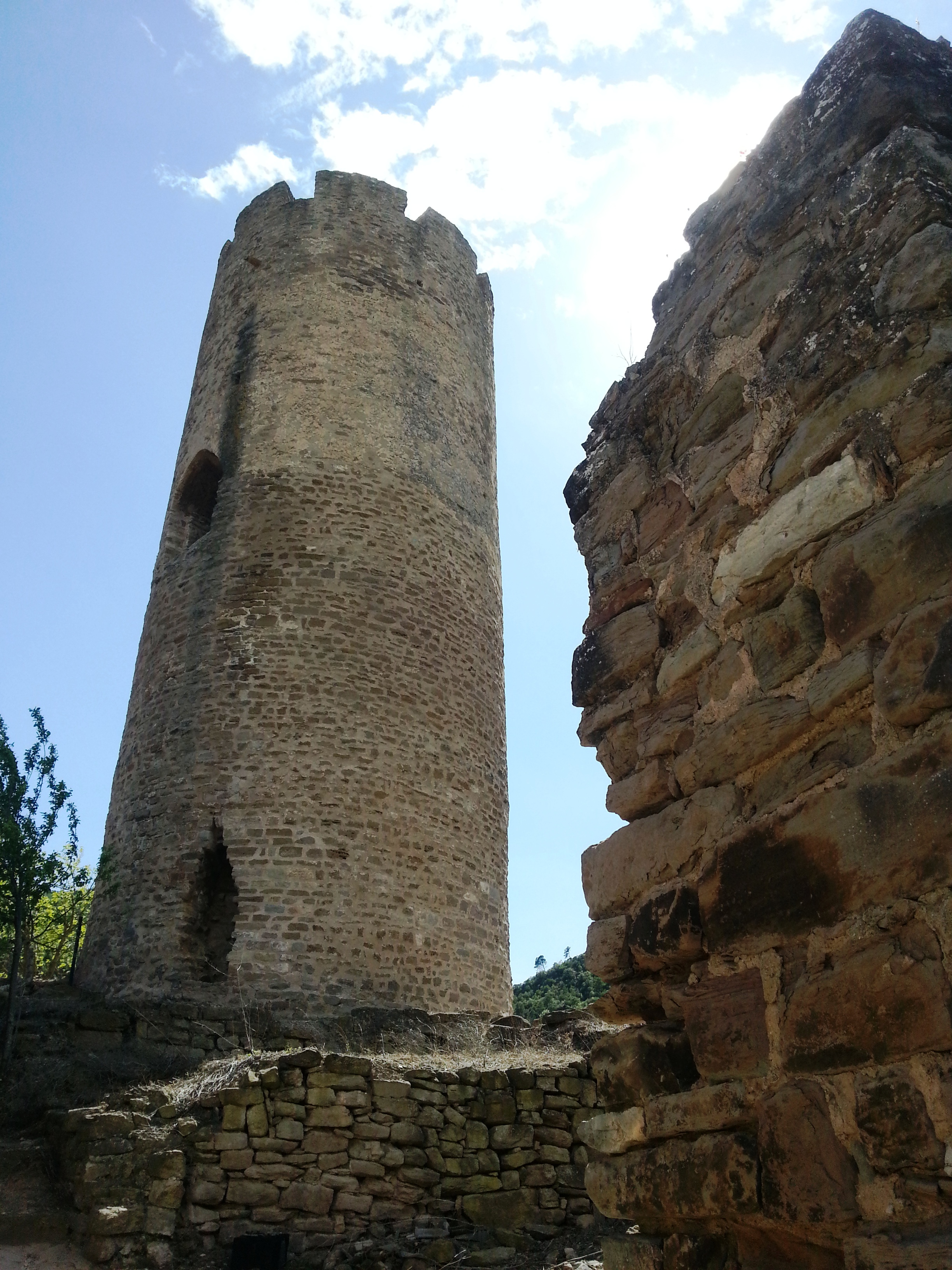
Torre de guaita del castell des de l'interior del castell